# Jan Nepomuk Kaňka starší
Jan Nepomuk Kaňka starší (14. dubna 1744 Praha-Staré Město – 30. března 1798 Praha-Staré Město), byl český právník a hudební skladatel.

## Život
Narodil se na Starém Městě pražském do rodiny významného českého barokního architekta Františka Maxmiliána Kaňky. Mladý Jan Nepomuk se vzdělával v jezuitské koleji a následně studoval právo a filozofii na Karlově univerzitě v Praze. Roku 1768 získal doktorát v oblasti práv. Následně byl zaměstnán v soudní službě. V roce 1778 se stal apelačním radou. Roku 1783 byl hejtmanem v Čechách a v roce 1787 apelačním radou pro pozemkové právo.
Kromě toho, že organizoval hudební večery ve svém domě, působil i jako skladatel a hudební sběratel. Jeho syn Jan Nepomuk byl rovněž známý právník a hudební skladatel.

## Dílo
- Institutiones juris canonici ad ordinem decretalium (1770)
- Balli tedeschi (1787, podle Mozartova Figara)
- Systema juris gentium universale (1798)